# Алеманія
48°25′24″ пн. ш. 9°09′10″ сх. д. / 48.42333° пн. ш. 9.152652° сх. д.
Алеманія (фр. Allemagne, нім. Alemannen) — німецька історична область. Назва походить від давньогерманського племені алеманів. В іспанській мові «німець» — alemàn; Німеччина по-французьки — Allemagne. І зараз існує алеманський діалект німецької мови (Alemannisch). Цією мовою написаний один з розділів Вікіпедії.

## Історія

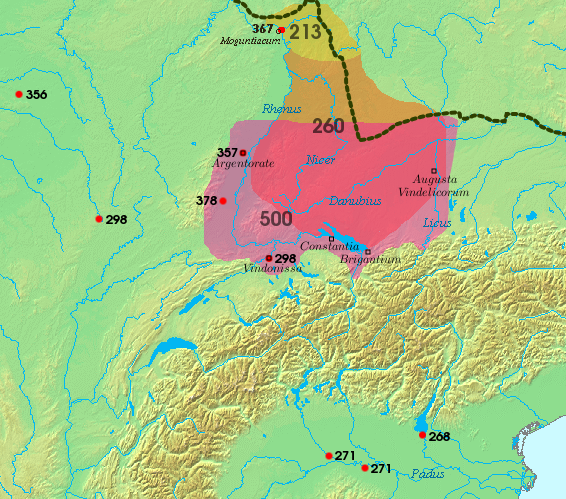
Розселення алеманів у III — VI століттях

У давнину тут жили кельти, витіснені в I столітті до н. е. на правий берег Рейна німецьким плем'ям свевів. Хоча ще римський імператор Тиберій в 15 році до н. е. заснував на південь від верхів'їв Дунаю провінцію Рецію, лише близько 100-го року римляни тут міцно утвердилися й заснували між ріками Рейном, Ланом і Дунаєм так звані Agri decumates. У III столітті алемани, які прийшли сюди з північного сходу, оволоділи країною. Алемани і свеви скоро злилися в один народ, хоча назва алеманів більше збереглася за населенням, що живе на захід від Шварцвальду, а свевів — на схід від гір. Після поразки при Цюльпіху (496) алемани підкорилися франкським королям, але зберегли самостійних герцогів. Починаючи з VII століття, в Алеманії поширюється християнство, чому особливо сприяють монастирі в Санкт-Галлені, Райхенау, Мурбаху тощо. У Констанці і Аугсбургу засновуються єпископства. Повстання герцога Теудебальда проти Піпіна (746) було поборене і спричинило за собою скасування герцогського статусу і включення багатьох володінь до складу королівської власності. Для управління країною був призначений граф, королівський намісник.
У 829 територія Алеманії увійшла до складу королівства, виділеного для управління Людовіку Німецькому. Верденський договір в 843 році підтвердив закріплення цієї області в числі інших, що увійшли до складу Східно-франкського королівства, за Людовіком.
З ослабленням королівської влади, посилилося значення намісника. У результаті на території Алеманії на початку X століття виникло Швабське герцогство.